# Ciprian Porumbescu (gemeente)
Ciprian Porumbescu is een Roemeense gemeente in het district Suceava. De gemeente heette vroeger Stupca en de naam werd in 1953 veranderd in Ciprian Porumbescu. Zij is vernoemd naar de bekende Roemeense componist Ciprian Porumbescu (14 oktober 1853 – 6 juni 1883). 
Ciprian Porumbescu telt 2191 inwoners. 